# Koninklijke Katholieke Fanfare De Eendracht Itegem
Koninklijke Fanfare De Eendracht is een Belgische muziekvereniging uit Itegem met het predicaat Koninklijk.
De fanfare werd in 1842 opgericht en is daarmee een van de oudste fanfares van België. Er is ook een de jeugdfanfare, een steeds wisselende pool van ongeveer 20-25 jonge muzikanten.
Tussen 1890 en 1980 behaalde de fanfare veel provinciale, nationale en internationale titels, waaronder enkele keren een eerste prijs op het Wereldmuziekconcours te Kerkrade.